# Paco Plaza
Pour les articles homonymes, voir Plaza.
Francisco Plaza Trinidad, dit Paco Plaza, est un réalisateur et scénariste espagnol, né le 8 février 1973 à Valence (Valence).

## Biographie

### Jeunesse
Francisco Plaza Trinidad naît le 8 février 1973 à Valence, dans le province de Valence.
Il assiste aux cours à l'École de cinématographie et audiovisuel de la Communauté de Madrid (es) (ECAM).

### Carrière
En 2002, il présente son premier long métrage d'horreur Les Enfants d'Abraham (El Segundo nombre) au Festival international du film de Catalogne, en tant que scénariste et réalisateur, une adaptation du roman Pact of the Fathers de Ramsey Campbell (2001). Il y obtient le grand prix du film fantastique européen,.
En 2004, il lance son deuxième film d'horreur L'Enfer des loups (Romasanta), sur le scénario d'Elena Serra et Alberto Marini qui s'inspirent de l'histoire de Manuel Blanco Romasanta étant officiellement reconnu, au XIXe siècle, comme atteint de lycanthropie. Ce dernier est également connu comme étant le loup-garou d'Allariz.

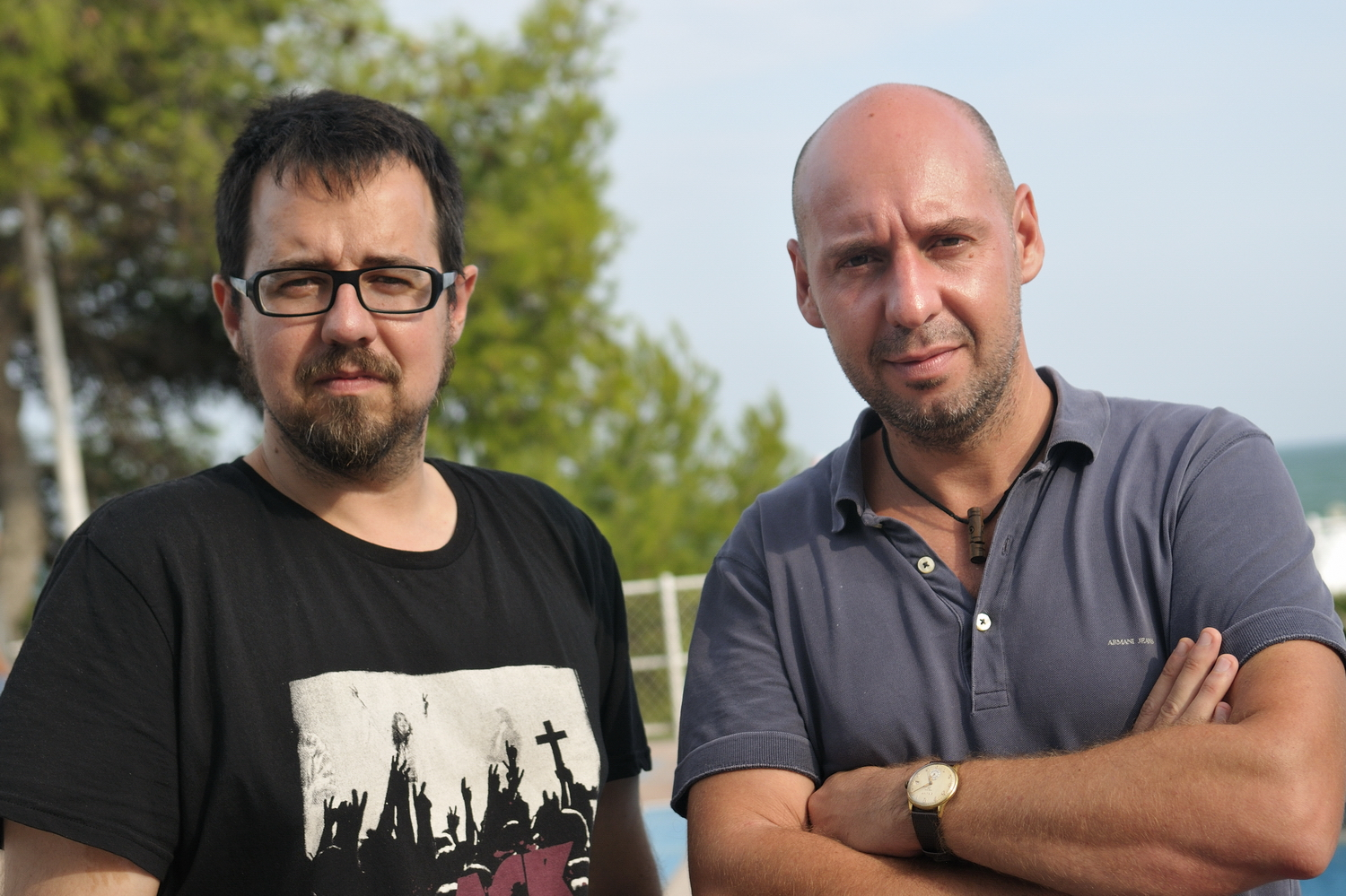
Paco Plaza et Jaume Balagueró, lors de la Berlinale en 2009.

En 2007, son troisième film d'horreur [REC], qu'il réalise avec Jaume Balagueró, dont l'idée ayant donné naissance au film est de placer le spectateur au centre de l'histoire et de relier l'horreur au documentaire en temps réel pour donner un maximum de réalisme. C'est un succès, à la fois commercial et critique : il est désormais reconnu comme l'un des premiers et meilleurs films du genre found footage,,,,. Il aura pour suite, [REC]² (2008) et [REC]3 Génesis (2012).
En 2021, après Verónica (2017) et Eye for an Eye (Quien a hierro mata, 2019), Abuela (La abuela) est son neuvième long métrage, sur le scénario de Carlos Vermut, qu'il présente au Festival international du film de Saint-Sébastien.
Le 27 mars 2022, on apprend qu'il commence le tournage du film Les Ordres du mal (Hermana muerte), dans la province de Valence, avec la production d'El Estudio, pour Netflix ; le scénario est écrit par Jorge Guerricaechevarría, il s'agit du préquel du Verónica (2017). Le film sort sur Netflix en octobre 2023.

## Filmographie
Sauf indication contraire, les informations mentionnées dans cette section peuvent être confirmées par la base de données cinématographiques IMDb,  présente dans la section « Liens externes ».

### En tant que réalisateur

#### Cinéma

##### Longs métrages
- 2002 : OT: la película (documentaire)
- 2002 : Les Enfants d'Abraham (El Segundo nombre)
- 2004 : L'Enfer des loups (Romasanta)
- 2007 : [REC] (co-réalisé avec Jaume Balagueró)
- 2008 : [REC]² (co-réalisé avec Jaume Balagueró)
- 2012 : [REC]3 Génesis
- 2017 : Verónica
- 2019 : Eye for an Eye (Quien a hierro mata)
- 2021 : Abuela (La abuela)
- 2023 : Les Ordres du mal (Hermana muerte)

##### Courts métrages
- 1995 : Tropismos
- 1997 : Tarzán en el Café Lisboa
- 1999 : Abuelitos
- 2001 : Puzzles
- 2010 : Luna di miele, luna di sangue VII
- 2014 : Ultravioleta
- 2020 : Campofrío: Disfrute en vida
- 2022 : The Same

#### Télévision

##### Téléfilm
- 2005 : Conte de Noël (Cuento de navidad)

##### Séries télévisées
- 2006 : Le Ministère du temps (saison 2, épisode 6 : Tiempo de magia)
- 2021 : Historias para no dormir (saison 1, épisode 2 : Freddy)

### En tant que scénariste

#### Cinéma

##### Longs métrages
- 2002 : Les Enfants d'Abraham (El Segundo nombre) de lui-même
- 2007 : [REC] de lui-même et Jaume Balagueró
- 2008 : En quarantaine (Quarantine) de John Erick Dowdle
- 2008 : [REC]² de lui-même et Jaume Balagueró
- 2011 : En quarantaine 2 (Quarantine: Termina) de John Pogue
- 2012 : [REC]3 Génesis de lui-même
- 2017 : Verónica de lui-même
- 2023 : Les Ordres du mal (Hermana muerte) de lui-même

##### Courts métrages
- 1995 : Tropismos de lui-même
- 1997 : Tarzán en el Café Lisboa de lui-même
- 2010 : Luna di miele, luna di sangue VII de lui-même
- 2012 : Llagas de Miguel Ángel Font Bisier
- 2014 : Ultravioleta de lui-même
- 2022 : The Same de lui-même

#### Télévision

##### Série télévisée
- 2021 : Historias para no dormir (saison 1, épisode 2 : Freddy)

## Distinctions

### Récompenses
- Festival international du film fantastique de Bruxelles 2000 : prix Canal+ Belgique pour Abuelitos
- Festival international du film de Catalogne 2002 :
  - Grand prix du film fantastique européen
  - Prix du meilleur film pour Les Enfants d'Abraham
- Festival international du film de Catalogne 2007 :
  - Prix du public pour [REC] partagé avec Jaume Balagueró
  - Prix du meilleur réalisateur pour [REC] partagé avec Jaume Balagueró
  - Prix du meilleur film fantastique européen pour [REC] partagé avec Jaume Balagueró
  - Prix de la crituque José Luis Guarner pour [REC] partagé avec Jaume Balagueró
- Festival du film fantastique d'Amsterdam 2008 : Prix Silver Scream pour [REC] partagé avec Jaume Balagueró
- Festival international du film fantastique de Bruxelles 2008 :
  - Prix Silver Raven pour [REC] partagé avec Jaume Balagueró
  - Prix egasus Audience du meilleur film pour [REC] partagé avec Jaume Balagueró
- Fantasporto 2008 :
  - Meilleur film pour [REC] partagé avec Jaume Balagueró
  - Prix de la Critique pour [REC] partagé avec Jaume Balagueró
- Festival international du film fantastique de Gérardmer 2008 :
  - Prix du public pour [REC] partagé avec Jaume Balagueró
  - Prix spécial du jury pour [REC] partagé avec Jaume Balagueró
  - Grand Prix du jeune jury pour [REC] partagé avec Jaume Balagueró
- Turia Awards 2008 : Prix spécial pour [REC] partagé avec Jaume Balagueró
- Festival international du film de Catalogne 2009 : Prix de la critique José Luis Guarner pour [REC]² partagé avec Jaume Balagueró

### Nominations
- Festival international du film du Luxembourg 2003 : Grand Prix du film fantastique européen pour Les Enfants d'Abraham
- Fantasporto 2003 : meilleur film pour Les Enfants d'Abraham
- FanTasia 2004 : Prix du Jury pour L'Enfer des loups
- Festival du cinéma espagnol de Malaga 2004 : Prix Biznaga d'or pour L'Enfer des loups
- Festival international du film fantastique de Gérardmer 2008 :
  - Prix du jury pour REC
  - Prix du jury jeune pour REC
  - Prix du public pour REC